# Hàm răng

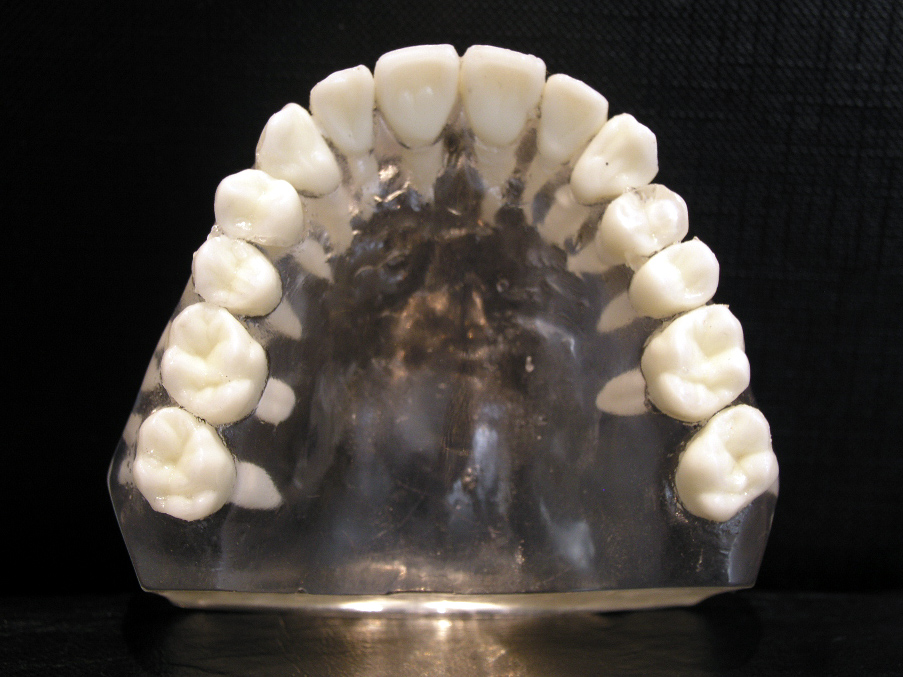
Hàm trên của người

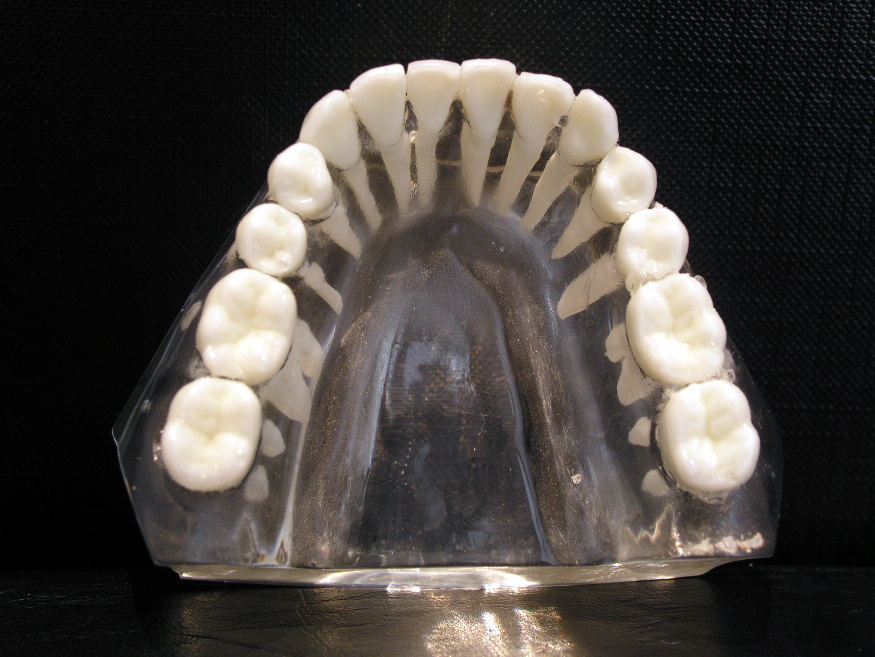
Hàm dưới của người

Hàm răng (tiếng Anh còn gọi là Jaw) được coi là bất kỳ cấu trúc khớp nối nào đối diện lối vào miệng, đặc biệt được dùng cho nhai và nghiền thức ăn. Thuật ngữ này được dùng nhiều cho toàn bộ cấu trúc tạo thành vòm miệng để dùng mở và đóng và là một phần cơ thể của đa số động vật.